# جورو (إميليا رومانيا)
جورو (بالإيطالية: Goro)‏ هي بلدية في مقاطعة فيرارا في إقليم إميليا رومانيا الإيطالي.

## السكان
في سنة 1861 بلغ عدد السكان 1٬255 نسمة، وازداد العدد ليصل في سنة 2011 لـ 3٬895 نسمة.
يظهر هذا المخطط البياني تطور النمو السكاني لـ جورو (إميليا رومانيا)

## أعلام
- ميلفا